# Carl August Skjöldebrand
Carl August Skjöldebrand, född 14 januari 1806 i Vintrosa församling, Örebro län, död 23 november 1881 i Stockholm (folkbokförd i Borgviks församling, Värmlands län), var en svensk kammarherre, bruksägare och riksdagsman.

## Biografi
Carl August Skjöldebrand var riksdagsman för ridderskapet och adeln vid ståndsriksdagarna 1834-1835, 1840-1841, 1856-1858 och 1865-1866. Skjöldebrand ägde Hellekis säteri i Hällekis 1856–1873.
Han var svärfar till riksdagsmännen Carl Cederström och Carl Nyström.